# Tramwaje w Zgierzu
Tramwaje w Zgierzu – fragment systemu komunikacji tramwajowej aglomeracji łódzkiej funkcjonujący w Zgierzu uruchomiony 19 stycznia 1901 zawieszony 4 lutego 2018 oraz reaktywowany 19 grudnia 2021. W latach 1927–2018 w funkcjonowały dwie linie w Zgierzu łączące miasto z Ozorkowem oraz Łodzią, jednakże z powodu złego stanu finansowego miasta Ozorków trasa do Ozorkowa nie została odnowiona i obecnie kursuje tylko jedna linia jeżdżąca do Łodzi.

## Historia
Wraz z rozwojem przemysłu oraz wzrostem znaczenia miasta Łodzi jak i również powstawania aglomeracji łódzkiej, rozbudowa sieci tramwajów łódzkich do pobliskich miejscowości okazała się potrzebna. W 1901, czyli w tym samym roku co linia tramwajowa do Pabianic, uruchomiono pierwszą linię tramwajową do Zgierza jadącą na Nowy Rynek (dzisiejszy plac Kilińskiego). 
Po raz pierwszy tramwaj na ulicach Zgierza pojawił się 19 stycznia 1901 roku. Linia biegła na trasie Łódź plac Kościelny – Zgierz plac Kilińskiego. Pierwotnie trasa miała kończyć się na Rynku Staromiejskim (obecnie plac Jana Pawła II), przed budynkiem zgierskiego magistratu. Ostatecznie akcjonariusze tramwajów podmiejskich nie doszli do porozumienia z władzami Zgierza i projektu nie zrealizowano.
Trasę w Zgierzu zakończono na Nowym Rynku (obecnie plac Kilińskiego), który pełnił wówczas rolę placu targowego. Mijankę ułożono w centralnej części rynku. Sieć trakcyjną podwieszono do stalowych słupów. Na przystanku ustawiono drewnianą poczekalnię. W 1920 roku przebudowano plac Kilińskiego tworząc pośrodku skrzyżowanie ulic. Zlikwidowano istniejącą formę handlu, posadzono drzewa i urządzono zieleńce. Prawdopodobnie wtedy wybudowano nową mijankę w ulicy Wysokiej dzisiejszej ulicy Długiej, a w obrębie rynku ułożono jedynie pojedynczy tor, który ślepo kończył się przed skrzyżowaniem. Przystanek dla wsiadających i poczekalnia zostały bez zmian. W 1922 r. uruchomiono kolejkę wąskotorową ze Zgierza (stacja Zgierz Kaliski przy ul. Kolejowej, w pobliżu stacji Zgierz) do Ozorkowa, którą w 1926 r. zlikwidowano, a na jej miejsce wprowadzono tramwaje. W 1925 roku, tramwaje linii do Zgierza przeniesiono na pętlę tramwajową na Bałuckim Rynku w Łodzi, a w 1939 roku Hitlerowcy przenieśli tramwaje linii zgierskiej na plac Wolności.
Obu liniom jadącym przez Zgierz nadano numery w 1940. Linii do pl. Kilińskiego nadano numer 41, za to linii ozorkowskiej numer 40. Numery te zniesiono po zakończeniu wojny i oznaczano je jako odpowiednio „Łódź – Zgierz” i „Łódź – Ozorków”. W 1956 powrócono do numeracji tras, nadając linii do Zgierza numer 45 oraz linii do Ozorkowa numer 46.

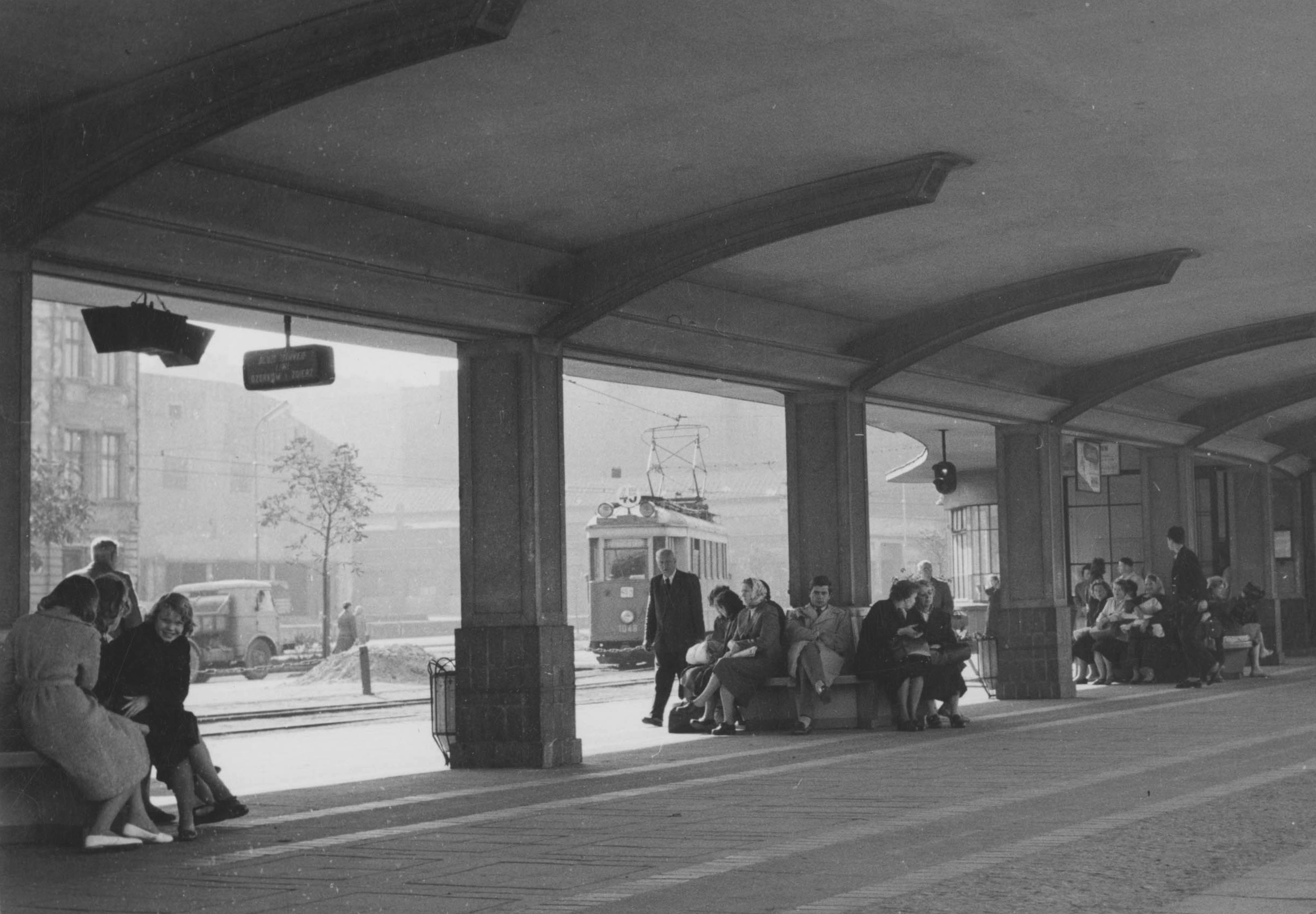
Tramwaj linii 45 na pętli Północna w latach 50. lub 60. XX wieku (fot. Ignacy Płażewski)

W 1944 roku w południowo-zachodnim kwartale placu Kilińskiego (wtedy Horst Wessel Platz) Niemcy zbudowali jednotorową pętlę. Zastąpiła ona dotychczasową mijankę. Była to pierwsza tego typu krańcówka (nie licząc Bałuckiego Rynku w Łodzi) na liniach podmiejskich. Po zakończeniu II wojny światowej, zrezygnowano z oznaczania linii numerem 41. 22 lipca 1951 roku, w związku z oddaniem do eksploatacji nowych odcinków tras tramwajowych w ulicach: Zachodniej, Ogrodowej i Północnej w Łodzi, częściowo zmieniono przebieg linii zgierskiej i ozorkowskiej, przenosząc ich krańcówkę z Placu Wolności na ulicę Północną, gdzie znajdował się tak zwany „Dworzec tramwajów podmiejskich” wybudowany na początku lat 50. XX wieku. Trasy na terenie Zgierza pozostały bez zmian.
W całej sieci łódzkich tramwajów krańcówka na placu Kilińskiego w Zgierzu jest jedną z dwóch pętli prawostronnych i jedyną, gdzie wymiany pasażerów dokonuje się wewnątrz „koła”. Tramwaje poruszają się po niej zgodnie ze wskazówkami zegara. Pod koniec 1973 roku na 45, jako pierwszej linii podmiejskiej, wprowadzono tramwaje przegubowe typu 803N. W czerwcu 1984 roku zlikwidowano na krańcówce wysłużoną, drewnianą poczekalnię. Rozebrano ją pod okiem konserwatora zabytków i przechowywano na terenie zajezdni muzealnej Brus w Łodzi. Po wielu latach została odbudowana i w 2008 roku ustawiona w skansenie łódzkiej architektury drewnianej, znajdującym się przy Centralnym Muzeum Włókiennictwa w Łodzi. 1 kwietnia 1985 uruchomiono do Zgierza linię nocną 101, która jeździła na trasie Zgierz pl. Kilińskiego – Łódź Północna. 1 listopada 1993 obsługę linii 45 i 101 przejęła Międzygminna Komunikacja Tramwajowa, z siedzibą na Helenówku w Łodzi. 1 lutego 2004 roku zlikwidowano nocne połączenie tramwajowe 101.
W 1993 obsługę linii przejęło MKT Łódź. W 2004 roku zlikwidowano linię 45, zastępując ją linią nr 11 obsługiwaną przez MPK Łódź na trasie Pabianice – Zgierz. Miesiąc po uruchomieniu linii nr 11, zaczęła funkcjonować również linia 11A. Linia ta była skróconym wariantem 11. Jeździła na trasie Plac Kilińskiego - Chocianowice.

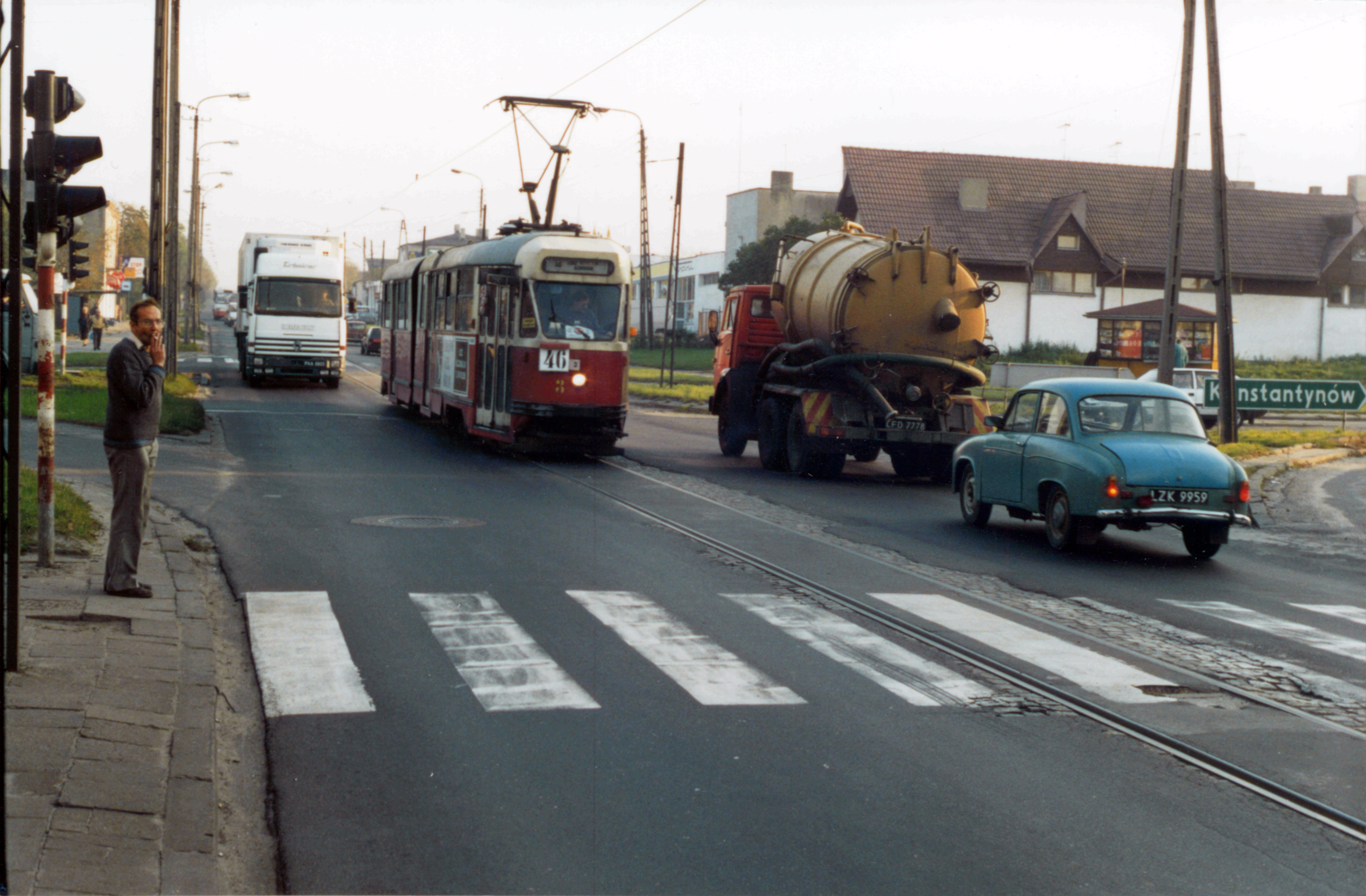
Tramwaj 803N należący do MKT Łódź w 1995 na nieistniejącej linii tramwajowej 46 na środku ówczesnej drogi krajowej nr 1

Linia 11 była komercyjna, a sprzedaż biletów prowadzili konduktorzy. Od 2005 roku konduktorów zaczęły zastępować automaty biletowe. Po raz ostatni konduktor pojawił się 30 kwietnia 2005. Linia 11 uznawana była za drugą co do długości linię tramwajową w Europie i Polsce. Jednak dłuższa byłą linia 46 z Łodzi do Ozorkowa. W 2007 roku pojawiły się plany połączenia Łodzi ze Zgierzem Łódzkim tramwajem regionalnym, lecz z powodu braku woli władz miasta, w 2009 roku Zgierz wycofał się z projektu. Istniały również plany budowy linii na os. 650-lecia, jednak do dziś nie podjęto w tym kierunku żadnych kroków. 7 lipca 2007 roku w związku z pierwszym etapem budowy Łódzkiego Tramwaju Regionalnego zawieszono kursowanie komunikacji tramwajowej i linii 11 do Zgierza.
Od 1 lipca 2008 roku, po zakończeniu budowy Łódzkiego tramwaju regionalnego do Zgierza dojeżdżały linie: 16 i 46. Linia 16 kursowała na trasie Chojny Kurczaki – Plac Kilińskiego, a linia 46 na trasie Zdrowie – Ozorków. 2 kwietnia 2017 roku z powodu reformy komunikacyjnej w łodzi przywrócono poprzednią numerację linii 16 na 45, oraz zmieniono trasy obu tramwajów: 45 zaczęła kursować ze Zgierza na Telefoniczną a 46 ze Stoków przez Zgierz do Ozorkowa. 
Obie linie obsługiwane były przez MPK-Łódź. Obowiązywała na nich taryfa Lokalnego Transportu Zbiorowego w Łodzi (w Zgierzu i Ozorkowie strefa aglomeracyjna, w Łodzi strefa miejska).

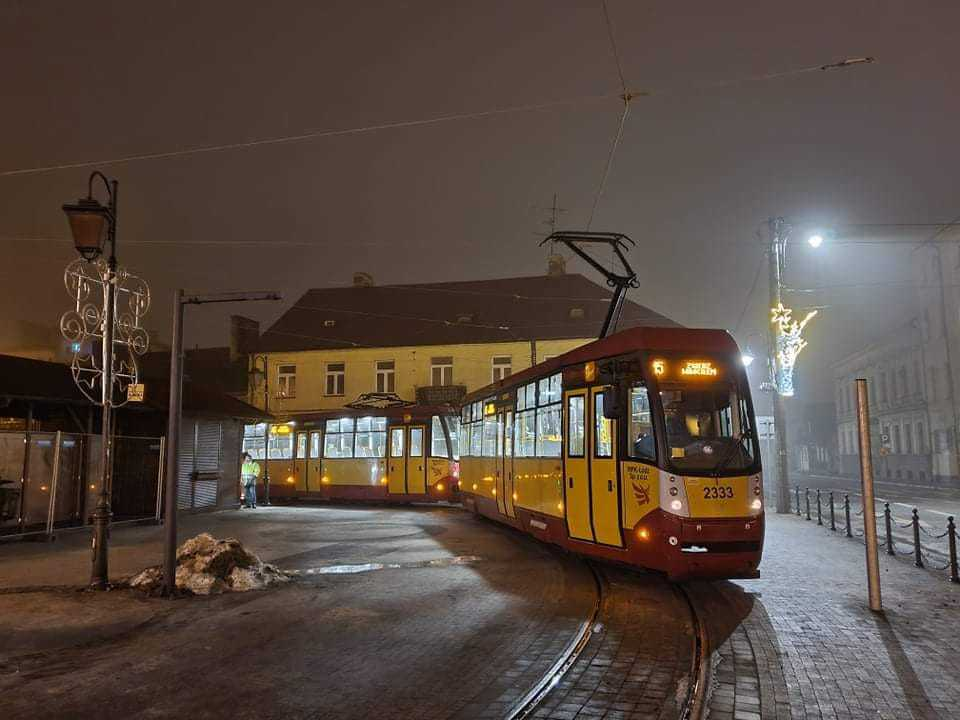
Konstal 805N-ML na placu Kilińskiego w dniu reaktywacji tramwajów w Zgierzu (2021)

4 lutego 2018 w związku z katastrofalnym stanem infrastruktury MPK Łódź zawiesiło kursowanie linii 45 do Zgierza i 46 do Ozorkowa, uruchomiono autobusowe linie zastępcze Z45 i Z46 do granicy Łodzi. Linie Z45 i Z46 rozpoczynały trasy na krańcówce Radogoszcz Wschód przy ul. Świtezianki w Łodzi. Po generalnym remoncie linia 45 wróciła na tory pod koniec 2021 roku, jako linia tramwajowa nr 6 na trasie Plac Kilińskiego – Widzew Augustów. 6 stycznia 2024 linia nr 6 powróciła częściowo na swoją trasę na terenie Łodzi zmieniając przez to swoją trasę. Od tego dnia "szóstka" kursowała na trasie Plac Kilińskiego – Chojny Kurczaki. 16 marca 2024, po zakończeniu remontu ul. Wojska Polskiego w Łodzi, linia nr 6 wróciła na pętlę na osiedlu Doły, a do Zgierza powróciła linia 45.

## Linie tramwajowe

### Dawniej[8]
| Nr linii | Trasa | Lata funkcjonowania |
| -------- | --- | ------------------- |
| 6        | Łódź Widzew Augustów – Rokicińska, Piłsudskiego, Piotrkowska Centrum, Kościuszki, Zachodnia, Zgierska, Zgierz: Łódzka, 1 Maja – Zgierz plac Kilińskiego | 2021–2024           |
| 6        | Łódź Chojny Kurczaki – Rzgowska, pl. Niepodległości, Piotrkowska, Piotrkowska Centrum, Kościuszki, Zachodnia, Zgierska, Zgierz: Łódzka, 1 Maja – Zgierz plac Kilińskiego | 2024                |
| 11       | Pabianice Wiejska – Pabianice: Łaska, Zamkowa, Warszawska, Ksawerów, Łódź: Pabianicka, Chocianowice – Pabianicka, Piotrkowska, Żwirki, Kościuszki, Zachodnia, Zgierska – Helenówek Zgierz: Łódzka, 1 Maja – Zgierz plac Kilińskiego | 2004-2008           |
| 16       | Łódź Chojny Kurczaki – Rzgowska, pl. Niepodległości, Piotrkowska, Żwirki, Kościuszki, Zachodnia, Zgierska, Helenówek, Zgierz: Łódzka, 1 Maja – Zgierz plac Kilińskiego | 2008–2017           |
| 40       | Łódź plac Wolności – Nowomiejska, Zgierska, Helenówek, Zgierz: Łódzka, Łęczycka, Proboszczewice, Lućmierz, Emilia, Słowik, Aleksandria, Ozorków: Zgierska – Ozorków Rynek | 1940–1945           |
| 41       | Łódź plac Wolności (Litzmannstadt Deutschlandplatz) – Nowomiejska i Zgierska (Hohensteinerstrasse), Chełmy-Adelmówek, Zgierz: Joselewicza (Karl Litzmann Strasse), 1 Maja (Herbert Norkus Strasse) – Zgierz plac Kilińskiego (Horst Wessel Platz)                                                                                            | 1940–1945           |
| 45       | Łódź Północna – Północna, Ogrodowa, Zachodnia, Zgierska, Zgierz: Rewolucji 1905 r. (od 1990 Łódzka), 1 Maja – Zgierz plac Kilińskiego | 1956–2004           |
| 45       | Łódź zajezdnia Telefoniczna – Telefoniczna, działki, Pomorska, pl. Wolności, Nowomiejska, Zgierska, Zgierz: Łódzka, 1 Maja – Zgierz plac Kilińskiego | 2017–2018 od 2024   |
| 46       | Łódź Północna – Północna, Ogrodowa, Zachodnia, Zgierska, Zgierz: Łódzka, Łęczycka, Proboszczewice, Lućmierz, Emilia, Słowik, Aleksandria, Ozorków: Zgierska, Dzierżyńskiego – Ozorków Plac Armii Czerwonej (od 1983 Dworzec wąskotorowy) | 1956-1986           |
| 46       | Łódź Północna – Północna, Ogrodowa, Zachodnia, Zgierska, Zgierz: Łódzka, Łęczycka, Proboszczewice, Lućmierz, Emilia, Słowik, Aleksandria, Ozorków: Zgierska, Dzierżyńskiego, Południowa, Parzęczewska – Ozorków Cegielniana | 1986–2004           |
| 46       | Łódź zajezdnia Chocianowice – Pabianicka, rondo Lotników Lwowskich, al. Politechniki, Żeromskiego, Kopernika, Gdańska, Legionów, pl. Wolności, Nowomiejska, Zgierska, Zgierz: Łódzka, Łęczycka, Ozorkowska), Lućmierz, Emilia, Słowik, Aleksandria, Ozorków: Zgierska, Wyszyńskiego, Południowa, Konstytucji 3-go Maja – Ozorków Cegielniana | 2004–2008           |
| 46       | Łódź Chocianowice IKEA – Pabianicka, rondo Lotników Lwowskich, al. Politechniki, Żeromskiego, Kopernika, Gdańska, Legionów, pl. Wolności, Nowomiejska, Zgierska, Zgierz: Łódzka, Łęczycka, Ozorkowska, Lućmierz, Emilia, Słowik, Aleksandria, Ozorków: Zgierska, Wyszyńskiego, Południowa, Konstytucji 3-go Maja – Ozorków Cegielniana       | 2009–2012           |
| 46       | Łódź Zdrowie – Konstantynowska, Legionów, pl. Wolności, Nowomiejska, Zgierska, Zgierz: Łódzka, Łęczycka, Ozorkowska, Lućmierz, Emilia, Słowik, Aleksandria, Ozorków: Zgierska, Wyszyńskiego, Południowa, Konstytucji 3-go Maja) – Ozorków Cegielniana                                                                                        | 2012–2017           |
| 46       | Łódź Stoki – Telefoniczna, działki, Pomorska, pl. Wolności, Nowomiejska, Zgierska, Zgierz: Łódzka, Łęczycka, Ozorkowska, Lućmierz, Emilia, Słowik, Aleksandria, Ozorków: Zgierska, Wyszyńskiego, Południowa, Konstytucji 3-go Maja – Ozorków Cegielniana                                                                                     | 2017–2018           |

### Obecnie (stan na marzec 2024)[13]
| Nr linii | Trasa |
| -------- | --- |
| 45       | Telefoniczna zajezdnia – Telefoniczna, działki, Pomorska, pl. Wolności, Nowomiejska, Zgierska, Zgierz: Łódzka, 1 Maja – Zgierz plac Kilińskiego |

### W przyszłości
Powrót linii 46 jadącej przez Zgierz jest planowany po przebudowie linii tramwajowej od węzła Kurak do Proboszczewic. Wniosek aplikacyjny z projektem obejmującym to zadanie otrzymał pozytywną ocenę w marcu 2024. Nie toczą się prace mające na celu przywrócenie połączenia pomiędzy Proboszczewicami a Ozorkowem.